# Albatros (Lied)
Albatros, gelegentlich auch Der Albatros, ist ein Lied der Gruppe Karat, das 1979 veröffentlicht wurde. Der Text stammt von Norbert Kaiser, die Komposition von Ulrich „Ed“ Swillms.

## Geschichte
Die erste Schallplattenveröffentlichung des Liedes erfolgte 1979 auf dem Album Über sieben Brücken. Im selben Jahr erschien das Album unter dem Namen Albatros in der Bundesrepublik Deutschland. Auf diesem Album wird das Stück als Der Albatros bezeichnet. Das Lied erschien nicht als Single. 1979 erreichte der Titel Platz 13 der DDR-Jahreshitparade, im Folgejahr Platz 19. Im September 1979 wurde der neun Minuten lange DEFA-Discofilm Albatros veröffentlicht, der einem Musikvideo ähnelt, aber auch eine von Hartmut Kanter gesprochene Passage enthält: „Pophit der dritten LP von Karat: Albatros! Wie meist bei Karat: lyrisch. Mensch und Natur, Gefahr und Gewalt als Thema. Wie immer bei Karat: Komposition Ed Swillms. Wie immer bei Karat: Gesang Herbert Dreilich. Aber nicht wie immer: Karat zweimal hintereinander beste Beatformation der DDR. Albatros!“ Die Außenaufnahmen entstanden am Kaspischen Meer.
Weitere Ausgaben des Stücks erschienen in der Folge auf Best-Of-Alben. Eine weitere Version des Stücks entstand 2007 im Namen der Konzertreihe Ostrock in Klassik in Zusammenarbeit mit dem Deutschen Filmorchester Babelsberg. Als Leadsänger trat Claudius Dreilich auf.

## Beschreibung

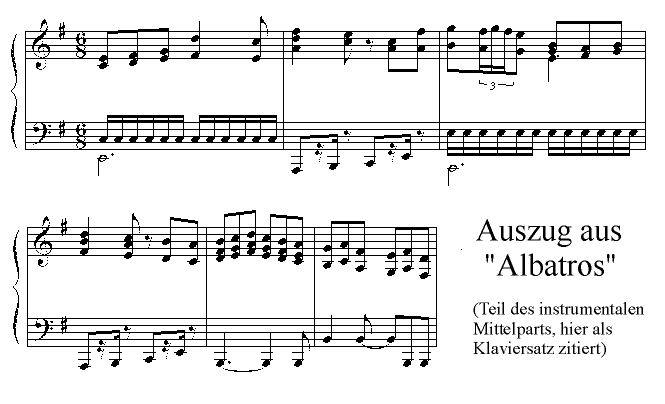
Auszug aus den Noten des instrumentalen Mittelteils von Albatros

Der Text stammt von Norbert Kaiser, der lange für Karat tätig war, die Komposition von Ulrich Swillms, dem Keyboarder der Band. Das Stück wurde in der folgenden Besetzung im Amiga Studio Berlin eingespielt:
- Herbert Dreilich, Gesang
- Bernd Römer, Gitarre
- Henning Protzmann, Bass
- Ulrich „Ed“ Swillms, Keyboard
- Michael Schwandt, Schlagzeug
- Streichergruppe Otto-Karl Beck

Albatros ist 8:15 min lang und in e-Moll und im 6/8-Takt geschrieben. Die Musik ist eine Synthese liedhafter, sinfonischer und rockiger Elemente. Das Stück beginnt mit verhaltenen Synthesizerklängen, gefolgt von ruhigem Gesang, bis es im Mittelteil einen kraftvollen, orchestralen Charakter erhält. Der Flug des Albatros über das ruhige oder aufgewühlte Meer wird musikalisch ausgemalt. Eine letzte Strophe mit kräftigem Gitarren-Riff wie im Mittelteil folgt, bevor das Lied mit Synthesizermusik endet, wie es begonnen hat.
Der bildhafte Text handelt von der Freiheitsliebe eines Albatros, der auf dem Meer lebt und den Menschen und Stürmen trotzt. In Gefangenschaft geht er jedoch zugrunde, wenn er nicht – wie im Lied – seine „Fesseln und Ketten“ sprengen kann, um erneut aufs Meer hinauszufliegen. Der Sänger betont: „Der Albatros kennt keine Grenzen“ und „Gefangen sein heißt für ihn Tod“. Der Text lässt sich als Kritik an mangelnden Freiheiten in der DDR verstehen. Laut Bernd Römer stimmte die Zensurbehörde dem Text nur zu, weil er Anklänge an den Essay Der gemordete Albatros des chilenischen Dichters Pablo Neruda aufwies.

## Ausgaben (ohne Kompilationen)

### Alben
- 1979: Über sieben Brücken (Amiga)
  - 1979 in der Bundesrepublik Deutschland als Albatros (Pool)

### Filme
- 1979: Albatros (DEFA-Discofilm 31)[2]

## Sonstiges
Eine 2011 erschienene Dokumentar-DVD der Band Karat heißt Albatros: Eine Band erzählt ihre Geschichte.